# Cour constitutionnelle (Kosovo)
Pour les articles homonymes, voir Cour constitutionnelle.
La Cour constitutionnelle du Kosovo (en albanais: Gjyqi Kushtetues ) est l'autorité d'interprétation de la Constitution du Kosovo et le contrôle juridictionnel des lois en vue de leur conformité à la constitution. Elle siège à Pristina.

## Histoire

### Kosovo serbe
En vertu de la Constitution de 1974, la chambre constitutionnelle de la Cour suprême était investie du pouvoir de contrôler les actes législatifs en vue de leur conformité avec la loi supérieure. 
La République de Kosova, entité sécessionniste et non reconnue prévoyait dans sa constitution de 1990 une Cour constitutionnelle, mais le contrôle serbe sur le Kosovo n'a pas permis la création de la cour.

### Kosovo sous administration internationale
Au cours de l’administration internationale de la MINUK, le Cadre constitutionnel de 2001 prévoyait une «Chambre spéciale de la Cour suprême» pour examiner la constitutionnalité des actes législatifs. Cependant, l'autorité ultime était, tout comme le pouvoir politique lui-même, dévolue à l'administrateur du Kosovo nommé par l'ONU.

### République du Kosovo
Après l'indépendance du Kosovo en février 2008, le contrôle constitutionnel au Kosovo était soit absent, soit exercé par d'autres tribunaux. La Constitution du Kosovo prévoyait la création d'une Cour constitutionnelle qui voit le jour en 2009.

## Fonctionnement
Les juges sont nommés par le Président de la république sur proposition de l'Assemblée.